# Propyläen (Zeitschrift)
Propyläen ist der Titel einer von Johann Wolfgang von Goethe von Ende 1798 bis Ende 1800 herausgegebenen Zeitschrift für bildende Kunst. Inhaltlich wurde sie fast ausschließlich von Goethe selbst und dem mit ihm befreundeten Maler und Kunsthistoriker Johann Heinrich Meyer bestritten. Mitarbeiter waren außerdem Friedrich Schiller, Wilhelm von Humboldt und Caroline von Humboldt.
Die Propyläen sollten bildende Künstler mit theoretischer Anleitung versehen sowie das Kunstinteresse des Publikums (und möglicher Auftraggeber und Käufer) fördern und ihren Geschmack bilden. Goethe propagierte in der Zeitschrift das an der Antike orientierte Kunstideal, dem er zu dieser Zeit auch in seiner Dichtung verpflichtet war. Mit seinem Eintreten für den Klassizismus wandte er sich gegen die aufkommende Romantik.
Nach zwei Jahren stellten die Propyläen wegen Mangels an Abonnenten ihr Erscheinen ein. Goethes Versuch, auf die Kunstentwicklung in Deutschland zugunsten des Klassizismus Einfluss zu nehmen, scheiterte letztlich.